# La Vall d'Uixó
Vall de Uxó La Vall d'Uixó là một đô thị trong tỉnh Castellón, Cộng đồng Valencia, Tây Ban Nha. Đô thị La Vall d'Uixó có diện tích 67,1 km², dân số theo điều tra năm 2010 của Viện thống kê quốc gia Tây Ban Nha là 32.983 người. Đô thị La Vall d'Uixó nằm ở khu vực có độ cao 118 mét trên mực nước biển.